# Trachyoribates mammillatus
Trachyoribates mammillatus är en kvalsterart som först beskrevs av Warburton 1912.  Trachyoribates mammillatus ingår i släktet Trachyoribates och familjen Haplozetidae. Inga underarter finns listade i Catalogue of Life.